# David Alaba
David Alaba (Beč, 24. lipnja 1992.) austrijski je nogometaš koji trenutačno igra za španjolski Real Madrid. Igra na poziciji srednjeg veznog igrača, često i braniča.

## Klupska karijera
Alaba je karijeru započeo u SV Aspernu iz bečkog susjedstva, nakon čega je 2002. godine otišao u Austriju Beč. Već 2008. je odigrao prvu utakmicu u Austrijskoj Bundesligi. Na ljeto iste godine odlazu u njemački Bayern München.
Počeo je prvo igrati u juniorskoj momčadi Bayerna, sve do sezone 2009./10., kad je prešao u Bayern München II. Naveden je u prvoj momčadi Bayern Münchena za Ligu prvaka 2009./10., s brojem dresa 27. Kasnije je najavljeno da će do kraja sezone ostati u seniorskoj momčadi, zajedno s mladim suigračima Diegom Contentom i Mehmetom Ekicijem. Ubrzo je postao najmlađim igračem u povijesti DFB-Pokala, sa 17 godina. Dana 9. ožujka 2010., debitirao je u UEFA Ligi prvaka u utakmici protiv Fiorentine. U siječnju 2011. godine, Alaba je otišao na posudbu u Hoffenheim do kraja sezone. Svoj prvi pogodak u Bundesligi postigao je u remiju (2:2) protiv St. Paulija.
Dana 28. svibnja 2021. godine, službeno je postao novi igrač madridskog Reala.

## Reprezentacija
Alaba je nastupao za U-17 i U-21 reprezentacije Austrije. U listopadu 2009., pozvan je na utakmicu Austrije s Francuskom. Nastupivši na toj utakmici, postao je najmlađim igračem u povijesti reprezentacije. Austrijski nogometni izbornik objavio je u svibnju 2016. popis za nastup na Europskom prvenstvu u Francuskoj, na kojem se nalazi Alaba.

## Privatni život
Alaba je rođen u Beču, majka mu je Filipinka, a otac Nigerijac, glazbenik.

## Nagrade i uspjesi
FC Bayern München
- Bundesliga (10): 2009./10., 2012./13., 2013./14., 2014./15., 2015./16., 2016./17., 2017./18., 2018./19., 2019./20., 2020./21.
- Njemački kup (6): 2009./10., 2012./13., 2013./14., 2015./16., 2018./19., 2019./20.
- Njemački superkup (5): 2012., 2016., 2017., 2018., 2020.
- UEFA Liga prvaka (2): 2012./13., 2019./20.
- UEFA Superkup (2): 2013., 2020.
- FIFA Svjetsko klupsko prvenstvo (2): 2013., 2020.

## Vanjske poveznice
- Statistika na Fussballdaten.de (njem.)
- Profil  Arhivirana inačica izvorne stranice od 14. ožujka 2010. (Wayback Machine) na Transfermarkt.de (njem.)